# ایران بزرگ (نشریه)
ایران بزرگ فصلنامه‌ای است به سردبیری مسعود دباغی که به طرح و بررسی مسائل تاریخی، فرهنگی و سیاسی پیرامون سرزمین‌های حوزهٔ ایران بزرگ می‌پردازد. حوزهٔ ایران بزرگ یا ایرانشهر به حوزهٔ تمدنی کشورهای کنونی ایران، افغانستان، تاجیکستان، پاکستان، ازبکستان، ترکمنستان، قزاقستان، ارمنستان، اران، گرجستان و قفقاز، عراق و سوریه و بخش کردنشین ترکیه گفته می‌شود. 
تیتر روی شمارهٔ دوم این فصلنامه، که با عنوان «جلال طلبانی، رئیس جمهوری ایران‌الاصل عراق» همراه بود به جنجالی در میان برخی از مقامات عراقی بدل شد.